# Джеральд Закьос
Джеральд Закьос (англ. Gerald Zackios; 1965) — політик та дипломат Маршаллових Островів. Був членом законодавчих зборів Маршаллових островів (2000-2012). Був міністром з надання допомоги президенту Маршаллових островів (2000-2001) та міністром закордонних справ (2001-2007). Посол Маршаллових Островів у Сполучених Штатах із червня 2016 року.

## Життєпис
Народився у 1965 року. У 1989 році закінчив Університет Папуа — Нової Гвінеї, де отримав ступінь бакалавра права. У 1992 році отримав ступінь магістра міжнародного морського права у Міжнародному інституті морського права на Мальті.
З 1985 року працював фінансовим співробітником у Департаменті з питань старіння Міністерства соціальних служб. Працював помічником генерального прокурора (1990—1992), заступником генерального прокурора (1992—1995). Потім він виконував обов'язки генерального прокурора до свого призначення постійним генеральним прокурором у 1996 році
У 1999 році отримав місце у законодавчих зборах Маршаллових Островів по атоллу Арно під час загальних виборів. Він обіймав посаду міністра з надання допомоги президенту при Кессаі Ноті (2000—2001). Обіймав посаду міністра закордонних справ у кабінеті Ноті (2001—2007). Будучи членом законодавчих зборів, був головним перемовником за Договором про вільну асоціацію між Маршалловими островами під час переговорів, які тривали (2001—2004). Він сприяв угоду зі США, яка продовжила використання полігону протиракетної оборони імені Рональда Рейгана як мінімум до 2066. Він був віцеспікером законодавчих зборів (2011—2012).
З січня 2012 по липень 2013 року він займався юридичною практикою. Потім він став регіональним директором Регіонального відділення Тихоокеанського співтовариства у північній частині Тихого океану в Понпеї, Федеративні Штати Мікронезії.
У 2016 році був призначений послом Маршаллових островів у США. Вручив вірчі грамоти президенту США Бараку Обамі 16 вересня 2016. Перебуваючи на посаді посла, разом з тимчасовим повіреним у справах України в США Андрієм Яневським, підписав Угоду про спрощення візового режиму між Україною та Маршалловими островами.